# 自助山
自助山（英語：The Grand Buffet）是澳門及香港一間以自助餐形式供應國際菜式的餐廳，屬於葡京餐飲集團旗下，該餐廳以亞洲最長的自助餐櫃檯聞名。

## 歷史
自助山最初位於澳門葡京路新葡京酒店，為到坊澳門旅客熱門到訪餐廳之一，澳門店於2014年1月11日正式結業。
2015年2月，自助山於在香港正式重開，餐廳位於灣仔合和中心，取代已結業的R66餐廳及之後的Paco Roncero西班牙餐廳，成為香港唯一一家360度旋轉餐廳。
2021年7月15日，澳娛發出新聞稿，澳門自助山將會重新恢復營業，選址於澳門上葡京酒店，大多澳門人表示期待。後來更宣佈於7月30日連同首階段開放項目共同開業。

## 特式
餐廳以亞洲最長的自助餐櫃檯為賣點，其自助餐櫃檯總長度為230呎。即席烹調概念，是自助山的一大特色，廚師會在客人面前即席烹調。

## 菜式及飲品
餐廳自助餐提供之菜式包括：燒豬、即烚游水蝦、燒牛肉、鮮活蝦、時令冷盤海鮮、明火燒烤、天婦羅、鐵板燒及印度咖喱等。
場內設有自助式餐酒機，提供各種不同的烈酒、葡萄酒、香檳、日本清酒、啤酒及無酒精飲料。餐廳與葡京集團共享同一酒窖，設有專人服務，為顧客從酒窖送至餐廳。

## 外部連結
- 自助山 官方介紹  （页面存档备份，存于）
- 自助山詳盡試食報告 + 相集 （页面存档备份，存于）